# Nemopistha cognata
Nemopistha cognata is een insect uit de familie van de Nemopteridae, die tot de orde netvleugeligen (Neuroptera) behoort. 
Nemopistha cognata is voor het eerst wetenschappelijk beschreven door Kimmins in 1938.